# Сартен (округ)
Округ Сартен (фр. Arrondissement de Sartène) — округ у Франції, в департаменті Південна Корсика. 2023 року округ об'єднував 43 муніципалітети, населення становило 40 975 осіб.
Адміністративний центр (супрефектура) — Сартен.

## Муніципалітети
Список муніципалітетів округу та їхні коди INSEE:
1. Альтажен (2A011)
2. Арбеллара (2A018)
3. Арджуста-Мориччо (2A021)
4. Бельведер-Кампоморо (2A035)
5. Білія (2A038)
6. Боніфачо (2A041)
7. Віджанелло (2A349)
8. Граначе (2A128)
9. Гросса (2A129)
10. Джункето (2A127)
11. Казалабрива (2A071)
12. Карбіні (2A061)
13. Карджака (2A066)
14. Конка (2A092)
15. Куенца (2A254)
16. Лев'є (2A142)
17. Леччі (2A139)
18. Лорето-ді-Таллано (2A146)
19. Мела (2A158)
20. Мока-Кроче (2A160)
21. Моначія-д'Оллен (2A163)
22. Оллен (2A024)
23. Ольмето (2A189)
24. Ольмічча (2A191)
25. Петрето-Біккізано (2A211)
26. Порто-Веккіо (2A247)
27. Пропріано (2A249)
28. П'янотоллі-Кальдарелло (2A215)
29. Сан-Гавіно-ді-Карбіні (2A300)
30. Санта-Марія-Фіганієлла (2A310)
31. Сарі-Соленцара (2A269)
32. Сартен (2A272)
33. Сент-Люсі-де-Таллано (2A308)
34. Серра-ді-Скопамен (2A278)
35. Соллакаро (2A284)
36. Сорболлано (2A285)
37. Сотта (2A288)
38. Фігарі (2A114)
39. Фоццано (2A118)
40. Фоче (2A115)
41. Церубія (2A357)
42. Цонца (2A362)
43. Цоца (2A363)